# 군인보험
군인보험제도(軍人保險制度) 또는 군인보험은 군인에게 복무중 보험에 가입하게 함으로써 본인이나 그 가족의 생활안정 및 복리의 향상에 기여하고 국가유공자예우 등에 관한 법률에 의거, 제대군인 대부의 기금을 조성함을 그 목적으로 한다. 적용대상자는 중사 이상의 군인과, 보험에 가입한 준사관 또는 하사관으로서 간부후보생이 된 자이다. 보험의 종류는 10년 만기의 1종으로 하는데, 보험금은 납입된 보험료에 대통령령이 정하는 이자를 합산한 금액으로 한다. 보험료는 계급별 기준호봉에 해당하는 월봉금액의 1,000분의 25에 상당하는 금액인데, 매월 납부할 보험료 중 5분의 1은 국고에서 부담한다. 보험료의 지급은 첫째, 가입된 보험이 10년 만기가 된 때 또는 전역할 때에는 납입된 보험료에 이자를 합산한 금액으로 지급한다. 둘째, 전쟁이나 공무로 사망하거나 부상당했을 때에는 납입된 보험료에 이자를 합산한 금액과 본인이 납입한 보험료 총액의 5할을 가산한 금액으로 지급한다. 셋째, 전쟁이나 공무가 아닌 일로 사망하거나 부상당했을 때에는 납입된 보험료에 이자를 합산한 금액과 본인이 납입한 보험료 총액의 3할을 가산한 금액을 지급한다.